# Gasperini-Syndrom
Das Gasperini-Syndrom ist ein sehr seltenes Hirnstammsyndrom (alternierendes Pons-Syndrom) aufgrund einer Läsion kaudal in der Brückenhaube mit den Hauptmerkmalen einer ipsilateralen Lähmung des III. bis XII. Hirnnervens und kontralateralen Sensibilitätsstörung.
In der gegenwärtigen medizinischen Literatur wird der Begriff für die Kombination von ipsilateraler (gleichseitiger) Läsion des V. bis VII. Hirnnervens mit kontralateraler (auf der Gegenseite befindlicher) halbseitiger Hypästhesie verwendet.
Synonym wird der Begriff Brückenhaubensyndrom verwendet.
Die Bezeichnung bezieht sich auf den Autor der Erstbeschreibung aus dem Jahre 1912 durch den Italienischen Arzt Ubaldo Gasperini.

## Klinische Erscheinungen
Die Klinik richtet sich nach den vorliegenden Nervenausfällen, s. V. Nervus trigeminus (Drillingsnerv), VI. Nervus abducens (Augenabziehnerv) und VII. Nervus facialis (Gesichtsnerv).
Ursächlich liegen meist ein Infarkt oder eine Blutung in den Pons zugrunde.

## Weblink
- Radiopaedia